# 트라이애슬론
트라이애슬론(triathlon) 또는 철인삼종경기(鐵人三種競技)는 일반적으로 세 종목의 스포츠를 함께 하는 경기를 말하며, 보통은 수영과 사이클, 달리기로 이루어진다. 세 가지 종목을 완주하는 시간을 경쟁하는 형태를 띠고 있으며 이 시간에는 각 종목간의 변경시간 "바꿈"(transitions)도 포함이 되어 있다.
인간 체력의 한계에 도전하는 경기로 바다수영(3.8km), 사이클(182km), 마라톤(42.195km) 등 3개 대회 풀코스를 쉬지 않고 이어서 한다. 1978년 하와이에서 처음으로 국제 대회가 열렸으며, 1996년 말 국제올림픽위원회 가맹단체인 국제 트라이애슬론(triathlon) 연맹에 무려 18개국 2만여 명의 선수가 등록되었다.
2000년 시드니올림픽의 정식 종목으로 등장했다. 제한 시간은 17시간으로 이 시간 내에 완주하면 철인(iron man) 칭호가 주어진다. 이 대회는 풀코스대회와 단축대회로 나뉘는데, 단축코스는 대회 때마다 조금씩 달라서 보통 바다수영 1.5km, 사이클 40km, 마라톤 10km를 실시하며 어린이 철인 경기는 총 6.1km이다.
바꿈터는 수영과 사이클(T1), 그리고 사이클과 달리기(T2) 사이에 위치해 있으며 대부분의 경우 - 특히 짧은 코스에서는 하나의 체크포인트로 되어있다. 이러한 바꿈터는 사이클을 세워놓거나, 다음 종목에서 필요한 선수복 및 준비물 등을 준비해 두는 장소로 사용된다.

## 경기 거리
| 이름          | 수영   | 사이클 | 달리기         | 비고                                                     |
| ------------- | ------ | ------ | -------------- | -------------------------------------------------------- |
| 슈퍼 스프린트 | 400 m  | 10 km  | 2.5 km         | 경기에 따라 거리는 달라진다.                             |
| 스프린트      | 750 m  | 20 km  | 5 km           | 500 m 수영을 하는 경우도 많다.                           |
| 올림픽        | 1.5 km | 40 km  | 10 km          | "국제 거리", "표준 코스", "단거리 코스"라고 하기도 한다. |
| ITU 장거리    | 3.0 km | 80 km  | 20 km          |                                                          |
| 철인          | 3.8 km | 180 km | 42.2 km 마라톤 | 철인3종 경기라고도 한다.                                 |

## 세계 계주 랭킹
- 2020년 3월 기준

| 순위 | 국가       |
| ---- | ---------- |
| 1    | 프랑스     |
| 2    | 호주       |
| 3    | 영국       |
| 4    | 뉴질랜드   |
| 5    | 미국       |
| 6    | 독일       |
| 7    | 네덜란드   |
| 8    | 이탈리아   |
| 9    | 캐나다     |
| 10   | 벨기에     |
| 13   | 일본       |
| 21   | 홍콩       |
| 22   | 중국       |
| 23   | 대한민국   |
| 42   | 우크라이나 |

## 비슷한 경기들
- 듀에슬론(Duathlon): 사이클, 달리기로 구성되어 있다.
- 아쿠아슬론(Aquathlon): 수영, 달리기로 구성되어 있다.
- 아쿠아바이크(Aquabike): 수영, 사이클로 구성되어 있다.
- 크로스 트라이애슬론(Cross triathlon): 수영, 산악자전거, 산악달리기로 구성되어 있다.
- 크로스 듀애슬론(Cross duathlon): 달리기, 산악자전거, 산악달리기로 구성되어 있다.

## 주요 대회
- 제주국제철인3종대회 : 2000년 '아이언맨 아시아 대회'로 시작해 우리나라를 대표하는 유일한 국제 철인3종대회로 수영 3.8㎞, 사이클 180.2㎞, 달리기 42.195㎞, 총 3개 종목 226㎞의 인간 한계에 도전하는 대회로, 휴식 없이 17시간 내에 완주해야 하는 경기이다.

## 같이 보기
- 5종 경기